# Ollning
Ollning (verb: olla) är akten när en man gnuggar sitt ollon (änden av det manliga könsorganet) mot något, typiskt på exotiska platser eller på platser som andra kommer att beröra.
Akten uppges vara skämtsam men kan uppfattas som äcklig, sexuell och den kan lagföras som ofredande och vara straffbar.

## Australien
I Australiens upplaga av Big Brother 2006 blev två manliga deltagare uteslutna ur tävlingen efter att de ollat en kvinnlig deltagare, vilket kallades "Turkey-slap".

## Nederländerna
I Nederländerna fick ordet Swaffelen, och företeelsen, spridning efter att en student lade upp en inspelning på Youtube när han ollade Taj Mahal 2008. Han stängdes av från  sina studier vilket fick TV-programmet Spuiten en Slikken att uppmana sina tittare att skicka in egna videor. Efter en kampanj röstades "Swaffelen" fram som årets ord på nederländska språksidan Genootschap Onze Taal.

## Sverige
I februari 2010 menade en manlig polis i Skåne via sin blogg "Farbror Blå" att han och en kollega ollat mot inredningen inuti en polisbil, före de kvinnliga kollegorna skulle åka i den. Han avskedades av Rikspolisstyrelsen men åtalades inte. Uppsägningen kritiserades av Polisförbundet. Den 7 september 2011 meddelade Arbetsdomstolen att det inte går att avskeda en person som använt sin yttrandefrihet, som skyddas i Sveriges grundlagar.